# Мордвинов, Александр Николаевич (художник)
Граф Алекса́ндр Никола́евич Мордви́нов (24 февраля [7 марта] 1799, Николаев — 13 [25] декабря 1858, Одесса) — русский живописец и график, последователь «романтического академизма», заметная фигура в художественной жизни николаевской эпохи; сын адмирала графа Николая Мордвинова, последователь Максима Воробьёва. Камергер и коллежский советник, почётный вольный общник Императорской Академии художеств (с 1837); владелец приморской мызы Мордвиново.

## Биография
Происходил из столбового дворянского рода, известного с 1546 года. Младший сын адмирала Николая Семёновича Мордвинова и англичанки Генриетты Александровны Коблей. В 1834 году, вместе с отцом, был возведён в графское достоинство.
Художественные наклонности проявлял с ранних лет, но по желанию своего отца готовился к статской карьере. Во время поездки в Италию (1832—1833), когда Мордвинов сопровождал свою больную жену, он сделал наброски с натуры, на основе которых по возвращении в Санкт-Петербург написал картины. Не имея художественного образования, с 1837 года был почетным вольным общником Императорской Академии художеств и участником академических выставок, член Санкт-Петербургского филармонического общества.
Автор натюрмортов-обманок, — редкой в XIX веке разновидности натюрмортов. Многие его картины находятся в собраниях различных музеев, в том числе в Третьяковской галерее. 
Скончался А. Н. Мордвинов в Одессе 13 декабря 1858 года, похоронен в Петербурге на Лазаревском кладбище Александро-Невской лавры. Его сестра писала о нём:
Он был нежнейший сын, супруг, отец и брат; нрава был чрезвычайно кроткого и приятного, внимателен ко всем, любезен в обществе и домашнем кругу. Он много читал; ум его был просвещен; но скромности был необыкновенной: никогда не высказывал своих познаний. Он был очень щедр и много помогал нуждающимся; с евангельскою чистотою души его левая рука не ведала, что правая рука творила.

## Семья
В 1826 году Мордвинов был помолвлен с Александрой Давидовной Алопеус (1808—1848), дочерью русского дипломата Д. М. Алопеуса и баронессы Ж. Венкстерн. По этому поводу жена английского посланника леди Дисборо писала своим родным из Петербурга:
Замужество Александрины Алопеус с господином Мордвиновым — дело решенное, и кажется, все поголовно воспринимают его с удовлетворением. Исключением являюсь я. Не думаю, что она ему подходит... в нем нет ничего выдающегося, хотя он считается красавцем и, по слухам, является предметом больших вожделений.
 Но невеста расторгла своё обручение с Александром Мордвиновым, чем вызвала сильное осуждение света. После неудачного сватовства Мордвинов был дважды женат:
Первая жена (с 2 сентября 1828 года) — Анастасия Алексеевна Яковлева (1807—09.01.1833), дочь Алексея Ивановича Яковлева (1768—1849), миллионера и владельца Верх-Исетских заводов, внука С. Я. Яковлева. Венчались в Петербурге в Никольском Богоявленском морской соборе, поручителями по жениху и невесте были их отцы. В 1832 году заболев, была отправлена на лечение в Италию, где и скончалась в Венеции; похоронена в Петербурге на Смоленском православном кладбище (уч. 44, 2-я Надеждинская дорожка).
- Николай Александрович (16.01.1830—24.09.1846)[15].

Вторая жена (с 13 ноября 1838 года) — графиня Александра Петровна Толстая (23.05.1807—06.05.1890), фрейлина двора, дочь генерала от инфантерии графа П. А. Толстого и М. А. Голицыной. Умерла в Петербурге от крупозного воспаления легких, похоронена рядом с мужем.
- Мария Александровна (15.04.1840[19]—06.04.1841[20]), крещена 11 мая 1840 года в Морском соборе при восприемстве брата графа Николая Александровича Мордвинова и тетки А. П. Бахметевой.
- Анна Александровна (14.10.1841[20]—после 1914), крещена 30 октября 1841 года в Морском соборе при восприемстве графа Н. С. Мордвинова и графини Н. Н. Мордвиновой; фрейлина двора и кавалерственная дама, замужем за генералом от инфантерии князем А. К. Имеретинским (1837—1900). Унаследовала коллекцию живописи и графики, значительная часть которой поступила в Русский музей.
- Александр Александрович (12.11.1843[21]—1891), крещен 28 ноября 1843 года в Морском соборе при восприемстве графа Н. С. Мордвинова и графини Н. Н. Мордвиновой; шталмейстер Высочайшего Двора и предводитель дворянства Санкт-Петербургской губернии (27.01.1890—1891).
- Ксения Александровна
- Екатерина Александровна

## Картины
- Две картины, изображающие венецианский Гранд-канал находились в музее Александра III (современного Русского музея).
- «Неаполитанский вид» — находилась в академическом музее,
- «Море, озарённое солнечным светом» — находилась в Румянцевском московском музее,
- «Площадь св. Марка в Венеции» — в Третьяковской галерее.
- «Утро в Венеции» — в костромском государственном объединённом художественном музее.
- Неаполитанский пейзаж, изображение Кампо-Санто в Пизе.
- Палермо с Монте-Пеллегрино на заднем плане — в ханты-мансийской художественной галерее.
- «Морская тишь» — находилась в Московском публичном музее.